# (7930) 1987 VD
(7930) 1987 VD (1987 VD, 1970 TC, 1994 YH, 1999 CU76) — астероїд головного поясу, відкритий 15 листопада 1987 року.
Тіссеранів параметр щодо Юпітера — 3,576.